# Occupazione italiana di Maiorca
L'occupazione italiana di Maiorca si riferisce all'invasione e all'occupazione delle isole Baleari da parte del Regno d'Italia durante la guerra civile spagnola.

## Storia

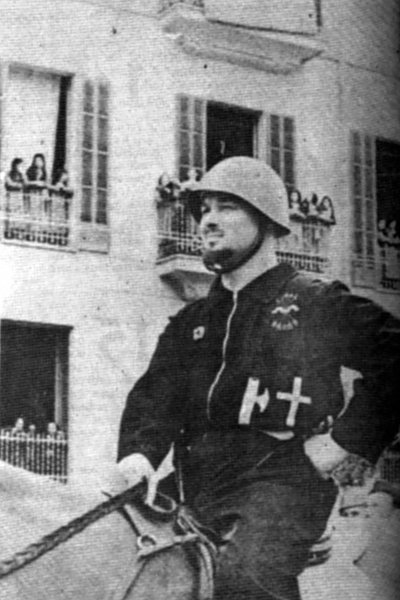
Il conte Rossi a cavallo attraverso Palma (1936).

La forza italiana era guidata da Arconovaldo Bonacorsi (noto anche come "il conte Rossi"), console generale della MVSN. Bonacorsi giunse a bordo dell'idrovolante Santa Maria nelle isole Baleari il 26 agosto 1936 e si pose al comando delle truppe nazionaliste locali e di volontari falangisti spagnoli col sostegno di tre bombardieri e due caccia italiani. Il 6 settembre ne presero definitivamente il controllo. Bonacorsi, nominato proconsole italiano per le Baleari, proclamò che l'Italia avrebbe occupato l'isola in perpetuo. L'intervento italiano fu decisivo per spodestare i repubblicani dall'isola.
Bonacorsi avviò un controllo autoritario sull'isola, giustiziando centinaia di persone (alcune fonti scrivono 700, altre 3.000) accusate di essere comuniste, e imponendo simboli del dominio fascista sulle isole, quali effigi di aquile romane e la ridenominazione della strada principale di Palma di Maiorca in «Via Roma». Tuttavia, ben presto ebbe problemi con le autorità franchiste e tornò in Italia, ove fu decorato per la sua attività di governo sull'isola.
Da quel momento gli italiani stabilirono a Maiorca la loro principale base militare in Spagna. Le isole Baleari erano sotto la giurisdizione del Ministero della Marina Militare. Alla fine di ottobre 1936 la presenza militare italiana sull'isola ammontava a 12 100 unità. Sebbene l'occupazione militare fosse stata attuata al di fuori del diritto internazionale, le bandiere italiane sventolavano sull'isola.
Le forze italiane utilizzarono l'isola soprattutto per lanciare raid aerei dell'Aviazione Legionaria contro le città repubblicane della Spagna continentale. Inizialmente Mussolini, per evitare di inimicarsi la Gran Bretagna e la Francia, aveva autorizzato solo una forza aerea con base a Maiorca. Tuttavia, la mancanza di risoluzione negli equilibri della regione, lo incoraggiarono a dislocarvi altri dodici bombardieri, uno dei quali pilotato da suo figlio, Bruno. Nel gennaio del 1938, il numero dei bombardieri di stanza alle Baleari era raddoppiato così come gli attacchi alle forze repubblicane.
Secondo alcuni storici, l'Italia intervenne nella guerra anche con la possibile intenzione di annettere le Isole Baleari e Ceuta e di creare un protettorato in Spagna. Secondo altri, invece, tale ipotesi sarebbe da escludere. Il controllo delle Isole Baleari inoltre, grazie alla loro posizione strategica, avrebbe creato delle difficoltà alle linee di comunicazione tra la Francia e le sue colonie del Nord Africa e tra l'Inghilterra e Gibilterra e Malta.
L'11 aprile 1939 però, dopo la vittoria di Francisco Franco nella guerra civile, e alcuni giorni dopo la conquista da parte dell'Italia dell'Albania, Mussolini richiamò tutte le forze italiane dalla Spagna. Con gli accordi di Pasqua del 16 aprile 1938, d'altra parte, l'Italia si era impegnata a ritirare le proprie milizie impegnate in Spagna a guerra conclusa, assicurando al tempo stesso di non avere alcuna mira espansionistica in terra spagnola.